# Chiguayante
Chiguayante ist eine Stadt in der Mitte des südamerikanischen Anden-Staates Chile. Sie liegt in der Región del Bío-Bío und hat 85.863 Einwohner (Census 2017).

## Geographie
Chiguayante gehört zur Agglomeration Gran Concepción und liegt nur wenige Kilometer südöstlich von Concepción an der Straße nach Hualqui.
- Fläche: 44,5 km²
- Chiguayante ist eine von 52 Kommunen in Bío-Bío
- liegt direkt am Fluss Bío Bío

Das Klima ist mediterran.

## Geschichte
Am 4. März 1819 legte Bernardo O’Higgins per Dekret den Bau eines Weges von Concepción nach Hualqui fest. In etwa der Mitte Strecke liegt Chiguayante. 1845 wurde Chiguayante zur Stadt erklärt. Am 7. Oktober 1925 entstand die Kommune Chiguayante. Am 30. Dezember 1927 wurde die Stadt in Concepción eingemeindet. Erst am 28. Juni 1996 wurde die Stadt wieder selbständig. Vom Erdbeben im Februar 2010 war die Stadt besonders stark betroffen.

## Wirtschaft
Chiguayante ist eine Industrie- und Dienstleistungsstandort, die eine sehr gute Verkehrsanbindung an die Agglomeration Gran Concepcíon besitzt. Das boomende Gebiet Gran Concepcíon verursacht allerdings eine Reihe von Umweltproblemen. Die Stadt wird oft von Verkehrsstaus geplagt und die Verschmutzung des Flusses Bío Bío durch die Expansion von Gran Concepcíon ist ebenfalls ein Problem.

## Tourismus
Hauptattraktion für Touristen ist sicherlich der Fluss Bio-Bio.

## Persönlichkeiten
- Eddio Inostroza (* 1946), Fußballspieler und -trainer
- Mario Osbén (1950–2021), Fußballspieler
- Valeska Lovera (* 1998), Handballspielerin
- Joaquín Gutiérrez (* 2002), Fußballspieler
- Maximiliano Gutiérrez (* 2004), Fußballspieler

## Bilder

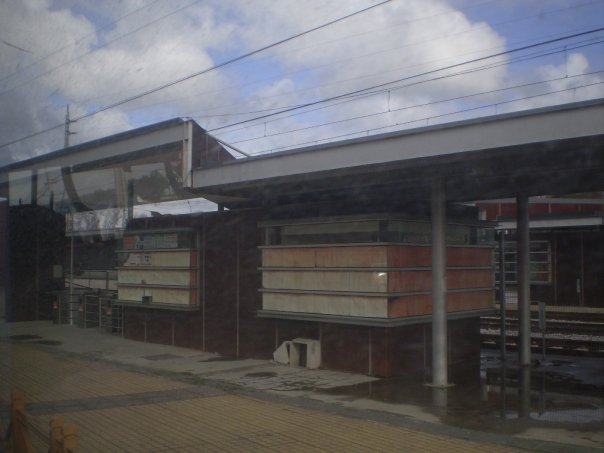
Bahnhof des Biotren in Chiguayante
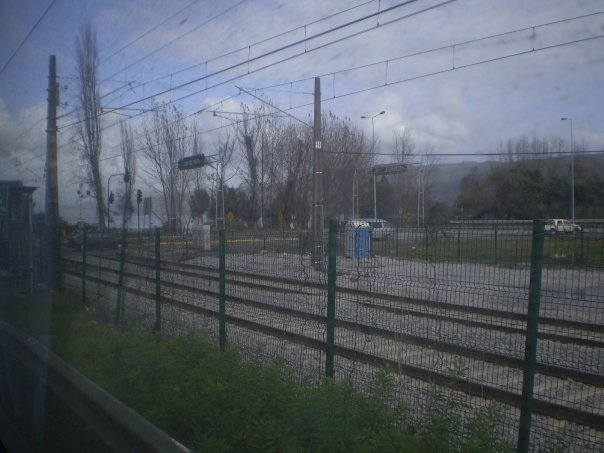
Bahnstrecke Camino Chiguayante - Concepción